# Will Barnes
William Tremere Barnes (* 2. Mai 1988 in Tuscaloosa, Alabama) ist ein ehemaliger US-amerikanischer Basketballspieler.

## Laufbahn
Barnes spielte Basketball an der Hillcrest High School in seinem Heimatort Tuscaloosa (US-Bundesstaat Alabama), ehe er 2006 an die Tennessee Technological University (erste Division der NCAA) ging, wo er bis 2010 blieb. In 70 Einsätzen für Tennessee Tech erzielte er im Durchschnitt 6,8 Punkte und gab 2,3 Korbvorlagen. Zwischen 2010 und 2012 pausierte Barnes und schloss dann in der Saison 2012/13 seine College-Laufbahn an der zur NAIA gehörenden Lee University ab. Für die Mannschaft, die den Spitznamen „Die Flammen“ trägt, verbuchte er in 34 Spielen hervorragende Mittelwerte von 20 Punkten, vier Rebounds und 2,6 Korbvorlagen je Begegnung. Er führte Lee in der NAIA-Meisterrunde unter die landesweit 16 besten Mannschaften und wurde zum „Spieler des Jahres“ der Southern States Athletic Conference gewählt.
Barnes begann seine Laufbahn als Berufsbasketballspieler beim deutschen Zweitligisten Paderborn Baskets und ließ bei den Ostwestfalen als drittbester Korbschütze der 2. Bundesliga ProA (18,8 Punkte je Spiel) aufhorchen. Im Spieljahr 2014/15 gehörte er zum ersten Kader in der Vereinsgeschichte der Hamburg Towers (ebenfalls 2. Bundesliga ProA) und führte die Hanseaten als bester Werfer (13,8 Punkte im Durchschnitt) und Mannschaftskapitän an.
Ein Wechsel zu den Weißenhorn Youngstars in die 2. Bundesliga ProB zerschlug sich anschließend wegen einer Knieverletzung. Barnes musste sich einem operativen Eingriff unterziehen und setzte in der Saison 2015/16 aus. Während er nach der Operation Aufbautraining absolvierte, war er für die Hamburg Towers in der Jugendarbeit tätig und betreute unter anderem Basketball-Kurse an Hamburger Schulen.
In der Spielzeit 2016/17 kehrte Barnes beim SC Rist Wedel aufs Feld zurück und bestritt für die Mannschaft in der 2. Bundesliga ProB 18 Partien mit Mittelwerten von 11,1 Punkten sowie 3,8 Korbvorlagen pro Spiel. Im August 2017 wurde er als Neuzugang bei der TSG Bergedorf (Aufsteiger in die erste Regionalliga Nord) vorgestellt. Mit 18,7 Punkten je Spiel war er 2017/18 bester Korbschütze Bergedorfs. Den Beginn der Saison 2018/19 verpasste Barnes aufgrund von Kniebeschwerden, im Oktober 2018 kam es zwischen der TSG und dem US-Amerikaner zur Trennung. Ab der Saison 2018/19 war er auch als Individualtrainer bei den Hamburg Towers tätig. Im Sommer 2020 ging er als Jugendtrainer zum Eimsbütteler TV, kehrte beim selben Verein (Aufsteiger in die 2. Bundesliga ProB) in der Vorbereitung auf die Saison 2020/21 als Spieler aufs Feld zurück, musste dem Verein kurz vor dem Saisonauftakt dann aber aus beruflichen und gesundheitlichen Gründen eine Absage erteilen.
Barnes verlegte sich auf die Trainertätigkeit und betreute neben Jugendlichen auch Leistungssportler in Einzeltrainingsstunden, darunter İsmet Akpınar, Louis Olinde und Bazoumana Koné. Im Amateurbereich schloss sich Barnes 2023 als Spieler dem Hamburger Verein St. Pauli Bats an.
Im Sommer 2024 wurde Barnes Mitglied des Trainerstabes von BC Prievidza in der Slowakei und war fortan für die technische Weiterentwicklung der Spieler zuständig.